# Hagel
För andra betydelser, se Hagel (olika betydelser).

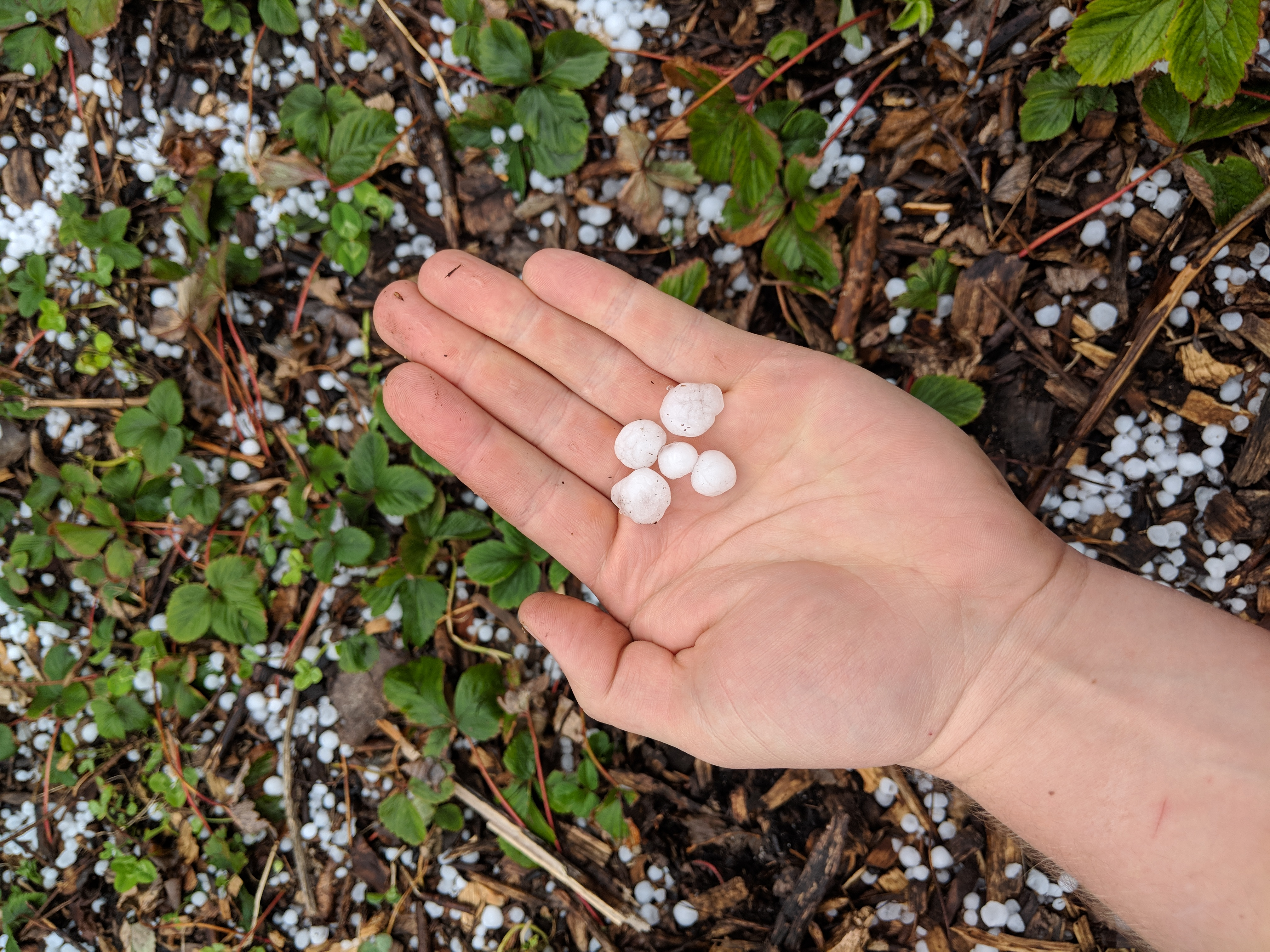
Hagel

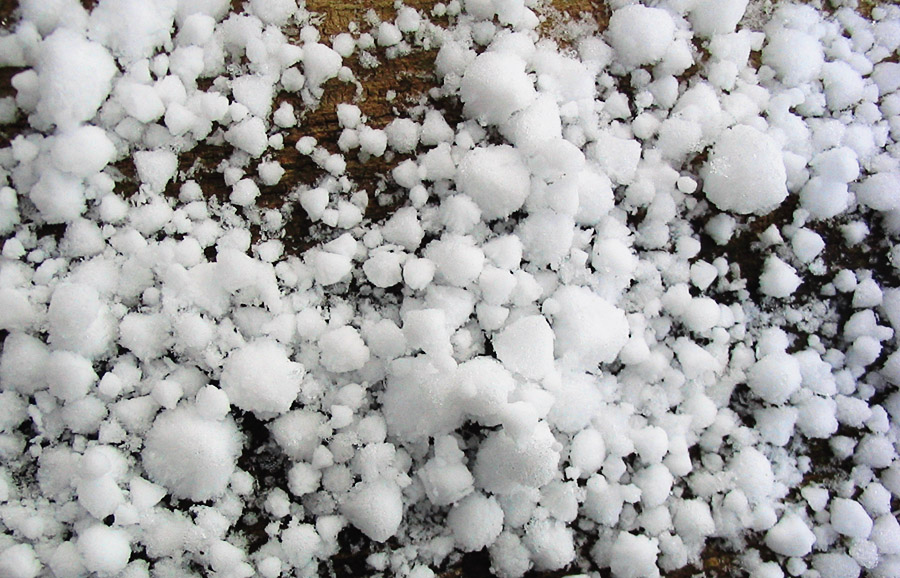
Hagel

Hagel är nederbörd som består av runda ispartiklar.
Hagel kan variera i storlek från någon millimeter till flera centimeter, i vissa fall någon decimeter. Hagel bildas genom att regn fryser till is i luften, och växer när vattendropparna rör sig upp och ner i regnmolnet på grund av vindens strömmar. I de lägre delarna är det plusgrader, och i de övre delarna minusgrader. När hagelkornen blir för tunga eller hamnar utanför luftströmmen, faller de till marken. De riktigt stora hagelkornen är sammanklumpningar av många hagelkorn. Teorin om jättehagel bygger på att haglet åker upp och ner i molnet i omgångar och på detta sätt smälter samman med mindre hagel.
Hagel bildas vid kraftig termik (stigande luftströmmar) i cumulonimbus-moln. Vattnet blir underkylt då de färdas högre upp i atmosfären och fryser till vid kontakt av kondensationskärnor. Haglen börjar växa allt mer då det underkylda vattnet kolliderar med iskärnan, på detta sätt bildas det olika skikt runt kärnan. Vid en viss tyngd börjar haglen att falla ner mot marken. De kan förstöra stora odlingar, speciellt inom den tempererade zonen.
Det finns tre typer av hagel:
- Snöhagel eller trindsnö är snöliknande korn på 2–5 mm i diameter som när de studsar mot hårt underlag lätt kan gå sönder.
- Ishagel är oregelbundna isklumpar med klara och vitaktiga skikt om vartannat, större än 5 mm i diameter.
- Småhagel är glaserade, halvgenomskinliga korn som brukar vara mindre än 5 mm i diameter.

Runda hagel med densiteten 0,9 g/cm³ kan inte bli större än ungefär 240 g, 8 cm i diameter, då luftströmmen runt haglen förändras vid detta gränsvärde, så att luftmotståndet minskar. Oregelbundet formade hagel med större luftmotstånd kan bli betydligt större vid rätta förhållanden.
De största bekräftade haglen, med en vikt på 1,02 kg, föll i Gulganj i Bangladesh den 14 april 1986, och lär ha dödat 92 personer. I litteraturen förekommer uppgifter om större hagel, till exempel på upp till 4 kg i Kina 1902. Dessa senare uppgifter är inte internationellt accepterade.
M Huc, vol 1, p 12, Travels in Tartary, National Illustrated Library, säger i boken att: "Hagel förekommer ofta i dessa olyckliga distrikt, och hagelstenarnas dimensioner är i allmänhet enorma. Vi har sett några som vägde 5 1/2 kg. Ett ögonblick är stundom nog för att göra slut på hela hjordar. År 1843, under det en av dessa stormar rasade, hörde man i luften ett ljud likasom av en orkan, och därvid nedföll på ett fält, i närheten av ett hus ett isblock, som var större än en vanlig kvarnsten. med bilor höggs den sönder i flera stycken; men fastän solhettan var mycket stark, tog det tre dagar för dessa stycken att smälta fullständigt."
Förekomst av hagel indikerar kraftiga nedåtvindar. Hagel uppstår eftersom isklumparna inte hunnit smälta på vägen ned mot marken, ett resultat av kraftiga nedsvep under Cb-molnet.